# Короа
Короа (порт. Topo da Coroa) — друга за висотою гора Кабо-Верде. Розташована на заході острова Санту-Антал. Висота становить 1979 м. Розташована за 20 км на захід від Порту-Нову.
Гора має повністю вулканічне походження і є найзахіднішої горою Африки. Гірська ділянка має кілька долин. Гірський ланцюг тягнеться на схід, північ та захід.